# 7956 Yaji
7956 Yaji è un asteroide della fascia principale. Scoperto nel 1993, presenta un'orbita caratterizzata da un semiasse maggiore pari a 3,0914756 UA e da un'eccentricità di 0,1136108, inclinata di 2,47536° rispetto all'eclittica.